# 劉樹勛 (清朝)
劉樹勛（？—？），四川重庆人，清朝政治人物。举人出身。
同治10年（1874年），擔任清朝遵义府婺川縣知縣。后由崇俊接任。